# Шарбоннель, Жозеф Клод Мари
Жозеф Клод Мари Шарбоннель (24 марта, 1775, Дижон — 10 марта 1846, Париж) — французский военачальник, артиллерист, дивизионный генерал, граф де Салес.

## Биография
Сын адвоката Жана-Батиста Шарбоннеля и Марселины Фино. Учился в военной школе в Шалоне, откуда выпущен в 1792 году офицером в арсенал Осона. Дворянское происхождение Шарбоннеля вызвало подозрения у якобинских комиссаров, и он был отстранён ими от службы, но вскоре восстановлен, поскольку после эмиграции многих офицеров-дворян, армия очень нуждалась в артиллеристах. 
Участвует в осаде Лиона, а затем — в осаде Тулона, городов, где роялисты, сторонники династии Бурбонов, подняли мятеж. После подавления сопротивления роялистов в Лионе и Тулоне, Шарбоннеля направляют в армию Альп, затем на Рейн, затем в Люксембург. 
В 1798 году артиллерийский офицер Шарбоннель отправляется с генералом Бонапартом в Египет, участвует в штурме Мальты и в знаменитой битве у Пирамид. После захвата Каира, Шарбоннель участвовал со своими пушками в преследовании отступающих мамлюков Ибрагим-бея.
Пробыв в Египте некоторое время, Шарбоннель заболел и отплыл на корабле на Мальту. Однако корабль был захвачен берберскими пиратами, вассалами Османской империи, с которой Франция находилась в состоянии войны. Через некоторое время Шарбоннель, однако, смог вернуться во Францию. В 1805—1807 годах он в составе армии отличился в боях при Йене и при Эйлау, за что возведен в бароны империи в 1808 году. В 1809 году сражался при Экмюле и при Эсслинге. После заключения мира с Австрией, Шарбоннель, совместно с генералом Пернети был членом комиссии по демаркации австро-баварской границы.
Затем сражался в Испании под началом маршала Нея и в России. В 1813 году произведён в дивизионные генералы, участвовал во многих сражениях 1813—1814 годов, граф империи (1814). В событиях Ста дней не участвовал, в дальнейшем занимал почётные тыловые должности.
С 1824 по 1826 год был мэром города Ис-сюр-Тий, которому позже завещал крупные средства на благотворительность. В 1841 году стал пэром Франции.

## Награды
Офицер ордена Почётного легиона (14 июня 1804)
 Коммандан ордена Почётного легиона (7 июля 1807)
 Кавалер военного ордена Святого Людовика (9 июля 1814 года)
 Великий офицер ордена Почётного легиона (17 января 1815)
 Большой крест ордена Почётного легион (20 августа 1824)

## Память
- Имя генерала Шарбоннеля написано на западной стороне Триумфальной арки в Париже.
- Именем генерала Шарбоннеля названа улица в городе Ис-сюр-Тий, а его парадный портрет висит в зале городской ратуши.

## Источник
- В. Н.Шиканов. Генералы Наполеона. Биографический словарь. — М.: Рейтар, 2004. — С. 209. — ISBN 5-8067-0022-4